# Jakub Kern
Jakub Kern, właśc. Franciszek Aleksander Kern, niem. Franz Alexander Kern (ur. 11 kwietnia 1897 w Breitensee k. Wiednia, zm. 20 października 1924 w Wiedniu) – austriacki tercjarz franciszkański (OFS) i norbertanin (premonstratens, O.Praem.), błogosławiony Kościoła rzymskokatolickiego.

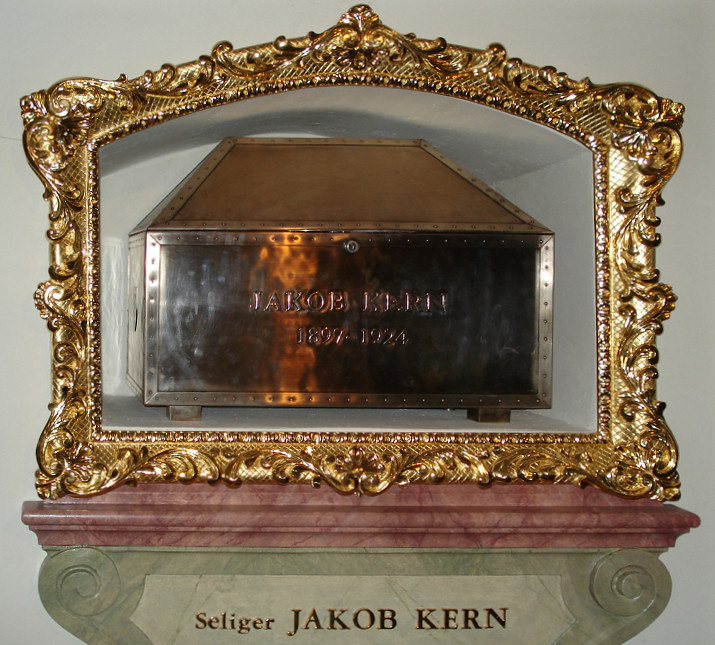
Relikwiarz bł. Jakuba w opactwie Geras w Dolnej Austrii.

## Życiorys
Urodził się w Breitensee, dzisiejszej zachodniej dzielnicy Wiednia. Na chrzcie otrzymał imiona Franciszek Aleksander. Wychował się w głębokiej wierze chrześcijańskiej. W wieku dziesięciu lat wstąpił do niższego seminarium archidiecezjalnego w Hollabrunn, które ukończył 7 października 1915. W wieku piętnastu lat wstąpił do III Zakonu św. Franciszka. 20 października 1917 zapisał się na wydział teologiczny Uniwersytetu w Wiedniu i wstąpił do wyższego seminarium duchownego. Trzy lata później rozpoczął nowicjat w zakonie premonstratensów w opactwie Geras (niem. Stift Geras) i przyjął imię Jakub. 23 lipca 1922 Kern otrzymał święcenia kapłańskie w katedrze św. Szczepana w Wiedniu, lecz posługę duszpasterską musiał wkrótce przerwać, aby poddać się kilku operacjom. Nie poprawiły one jednak stanu zdrowia błogosławionego. Zmarł w szpitalu 20 października 1924 roku.
Został pochowany w Geras w Dolnej Austrii, gdzie przechowywane są jego relikwie.
Beatyfikacji dokonał papież Jan Paweł II 21 czerwca 1998 roku na historycznym placu Heldenplatz w Wiedniu.
Wspomnienie liturgiczne bł. Jakuba obchodzone jest w dzienną pamiątkę śmierci.